# Robert Freitag
Pour les articles homonymes, voir Freitag.
Robert Freitag est un acteur autrichien né le 7 avril 1916 à Vienne et décédé le 8 juillet 2010 à Munich.

## Biographie
Freitag était le fils du chanteur d’opéra suisse Otto Freitag (Otto Freytag). Il a été formé comme acteur au Séminaire Max-Reinhardt à Vienne. Pendant l’époque nazie, il s’est réfugié en Suisse, où il a exercé comme acteur au Schauspielhaus Zürich (théâtre de Zurich). En 1945, il a épousé l’actrice allemande Maria Becker, qui avait étudié l’art dramatique à Vienne et qui travaillait depuis au Schauspielhaus Zürich, lequel avait bénéficié de la présence d’émigrés allemands pendant la Seconde Guerre mondiale. Becker est devenue citoyenne suisse par son mariage avec Freitag.« Schauspieler und Regisseur Robert Freitag gestorben (nécrologie en allemand) », Neue Zürcher Zeitung, 9 juillet 2010 (consulté le 10 juillet 2010)Oliver Meier, « Ich habe heute noch Lampenfieber (J’ai encore le trac aujourd’hui) », Berner Zeitung, 4 mars 2010 (consulté le 10 juillet 2010)
En 1949, Freitag commence à participer au Festival de Salzbourg. Plus tard, il joue notamment au Deutsches Schauspielhaus et aux Hamburger Kammerspiele, tous deux à Hambourg.
Avec son épouse Maria Becker et l’acteur allemand Will Quadflieg, il fonde en 1956 à Zurich la Zürcher Schauspieltruppe, où il est également administrateur à temps partiel. Cette troupe s’est produite dans tous les pays germanophones ainsi qu’aux États-Unis.
Sur scène, il a interprété de nombreux rôles classiques et modernes. À partir de 1941, il apparaît dans des films – notamment dans le rôle principal de Guillaume Tell. Plus tard, il apparaît souvent à la télévision.
Freitag et Maria Becker divorcent en 1966, mais continuent à travailler ensemble, notamment au sein de la troupe itinérante Schauspieltruppe Zürich qu’ils avaient fondée. Ils ont eu trois fils, dont deux — Benedict Freitag et Oliver Tobias — sont devenus acteurs.
En 1994, l’autobiographie de Freitag, Es wollt mir behagen, mit Lachen die Wahrheit zu sagen  a été publiée par Pendo Verlag.
En 2001, à l’âge de 85 ans, il joue dans le téléfilm Die Liebenden vom Alexanderplatz (de) (Les Amants d'Alexanderplatz), réalisé par Detlef Rönfeldt (de).
Le second mariage de Freitag, avec l’actrice allemande Maria Sebaldt, a duré de 1966 jusqu’à sa mort. Ils vivaient à Grünwald, Bavière. Ils ont eu une fille.

## Filmographie

### Acteur
- 1941 : Bieder der Flieger : Oskar Bider
- 1941 : Liebe ist zollfrei
- 1943 : Wilder Urlaub de Franz Schnyder : Feldweibel Epper
- 1948 : Die Frau am Wege : Der Flüchtling
- 1949 : Weißes Gold : Andreas, deren Sohn
- 1950 : Es liegt was in der Luft
- 1951 : Le Traître d'Anatole Litvak : Sergent Paul Richter
- 1953 : Das Dorf unterm Himmel : Dr Michael Ellert
- 1954 : Circus of Love : Richard
- 1954 : L'Ange silencieux : Robert
- 1954 : Eine Frau von heute : Aldo Mattei
- 1954 : Geliebtes Fräulein Doktor : Pater Anselmus
- 1954 : Le Diable noir (Conchita und der Ingenieur) de Franz Eichhorn et Hans Hinrich : Cyll Farney
- 1955 : Ich weiß, wofür ich lebe : Peter Neumann
- 1955 : Il prigioniero della montagna de Luis Trenker : Sergio
- 1955 : Le 20 Juillet de Falk Harnack : Hauptmann Lindner
- 1955 : Mon ami le clown : Roy Bentley
- 1956 : Der Meineidbauer : Grenzpolizist
- 1956 : Der erste Frühlingstag : Bruno
- 1956 : Feu magique de William Dieterle : August Roeckel
- 1956 : Heiße Ernte : Inspecteur Schleinitz
- 1956 : Von der Liebe besiegt : Beni Kronig
- 1957 : Die große Chance : Kaplan Sommer
- 1958 : Résurrection de Rolf Hansen : Simonson
- 1959 : SOS Gletscherpilot : Ingénieur Gisler
- 1960 : Guillaume Tell (de) de Michel Dickoff et Karl Hartl : Wilhelm Tell
- 1961 : Das letzte Kapitel : Rechtsanwalt Robertsen
- 1962 : Le Jour le plus long : Meyer's Aide (non crédité)
- 1963 : La Grande Évasion : Capitaine Posen
- 1976 : Néa de Nelly Kaplan : Benito
- 1976 : Riedland de Wilfried Bolliger : Bieli
- 1985 : Les Oies sauvages 2 de Peter Hunt : Stroebling